# كرنيفالي (اسم)
كرنيفالي (بالإنجليزية: Carnevali)‏ هو اسم عائلة. من الأشخاص البارزون الذين يحملون الاسم:
- ألبرتو كارنيفالي (1914-1953) - سياسي فنزويلي.
- دانيال كارنيفالي (مواليد 1946) - حارس مرمى كرة قدم أرجنتيني سابق.
- جيرمان كارنيفالي (مواليد 1955) - عالم نبات فنزويلي.
- فيتو كارنيفالي (1888 - 1960) - مؤلف موسيقي كلاسيكي.